# بيرجيت نيلسون

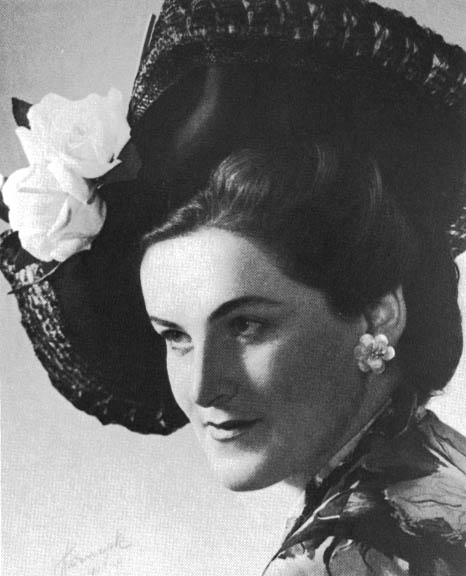
بيرجيت نيلسون عام 1948. [http://www.birgitnilsson.com الموقع الإلكتروني الرسمي لبيرجيت نيلسون

بيرجيت نيلسون (Birgit Nilsson) (17 مايو 1918م – 25 ديسمبر 2005م)، مغنية سويدية مشهورة في أوبرا السوبرانو الدرامي تخصصت في الأعمال الأوبرالية والسيمفونية. وكان صوتها بارزًا نظرًا لقوته الجامحة، ومخزونه الهائل من الطاقات، واللمعان البراق والوضوح في الطبقات الصوتية العليا.

## نظرة عامة
تركت نيلسون تلك البصمات القوية على العديد من الأدوار التي عُرفَت باسم«ذخيرة نيلسون الفنية». قامت بغناء أوبرا ريتشارد شتراوس (Richard Strauss) وجعلت من أوبرا بوتشيني (Puccini)وتوراندوت (Turandot)علامة مميزة، ولكن موسيقى فاغنر (Wagner) هي التي صنعت تاريخها المهني، حيث كانت إجادتها لموسيقاه مشابهة لإجادة كيرستن فالجستاد (Kirsten Flagstad) التي كان بحوزتها الذخيرة الفنية لفاغنر في أوبرا ميتروبوليتان أثناء الحرب العالمية الثانية. [بحاجة لمصدر]

## كتابات أخرى
- La Nilsson: My Life in Opera by Birgit Nilsson, foreword by Georg Solti, afterword by Peggy Tueller. Translated by Doris Jung Popper UPNE, 2007; ISBN 1-55553-670-0, ISBN 978-1-55553-670-1

## وصلات خارجية
- بيرجيت نيلسون على موقع IMDb (الإنجليزية)
- بيرجيت نيلسون على موقع الموسوعة البريطانية (الإنجليزية)
- بيرجيت نيلسون على موقع مونزينجر (الألمانية)
- بيرجيت نيلسون على موقع ميوزك برينز (الإنجليزية)
- بيرجيت نيلسون على موقع قاعدة بيانات الأفلام السويدية (السويدية)
- بيرجيت نيلسون على موقع إن إن دي بي (الإنجليزية)
- بيرجيت نيلسون على موقع أول ميوزيك (الإنجليزية)
- بيرجيت نيلسون على موقع ديسكوغز (الإنجليزية)
- بيرجيت نيلسون على موقع قاعدة بيانات الفيلم (الإنجليزية)

### الصوت
- Birgit Nilsson sings Turandot, 1960s على يوتيوب(video)
- Birgit Nilsson - Salome - Gala Bing, MET 1972 على يوتيوب(video)
- Birgit Nilsson as Lady Macbeth, 1970s على يوتيوب(video)
- Birgit Nilsson sings Götterdämmerung, 1960s على يوتيوبin a recording session for Solti's Ring (video)
- Birgit Nilsson conducted by Charles Mackerras for the 'Sydney Opera House Opening Concert', 1973 on australianscreen online

### الظهور التليفزيوني
- Birgit Nilsson on Swedish talk show "På parkett", after a recent performance as Turandot in Berlin, 15 May 1971 (part 1) (in Swedish)
- Birgit Nilsson on Swedish talk show "På parkett", with composer Sten Broman, 15 May 1971 (part 2) (in Swedish)
- Birgit Nilsson and Zarah Leander talking about life as a celebrity, on Swedish talk show "Stjärna mot stjärna" (Star vs Star), 25 December 1977 (in Swedish)
- Birgit Nilsson and Franco Corelli, on Swedish talk show "Här är ditt liv" (This is your life; Birgit Nilsson), Nov 1981 على يوتيوب(in Swedish)
- News report from 1984 from when Birgit Nilsson gives a Master Class in Malmö, Sweden (in Swedish)
- Swedish news report from Birgit Nilsson's death with video clip together with comments from workers, fans and colleagues at the Royal Swedish Opera in Stockholm, Metropolitan in New York, the Wagner Society and from Italian Opera (January 2006)

### المقابلات والمقالات
- "Glänsande debut", the debut at the Royal Opera in Stockholm, Dagens Nyheter, 10 October 1946 (in Swedish)
- "Det finns ingen genväg för sångare", interview, Dagens Nyheter, 17 August 1986 (in Swedish)
- "Birgit Nilsson fyller 85 utan krusiduller", interview, Svenska Dagbladet, 16 May 2003 (in Swedish)
- "Sjuksköterskorna mobbad mig, Operastjärnan Birgit Nilsson anmäler sjukhus för vanvård", Aftonbladet 30 June 1999 (in Swedish)
- "Så höll han allt hemligt", why Nilsson's death was kept a secret for 16 days, Aftonbladet, 13 January 2006 (in Swedish)
- Holland، Bernard (12 يناير 2006). "Birgit Nilsson, Soprano Legend Who Tamed Wagner, Dies at 87". The New York Times. مؤرشف من الأصل في 2015-08-09. اطلع عليه بتاريخ 2010-04-26.
- Tommasini، Anthony (14 يناير 2006). "Nilsson in Person: The Glory of the Power". The New York Times. مؤرشف من الأصل في 2016-05-06. اطلع عليه بتاريخ 2010-04-26.
- "Birgit Nilsson: An unparalleled artist and a lovely, down-to-earth woman", by Jane Eaglen, The New York Times, 16 January 2006
- "Varewell to the Valkyrie", by Peter G. Davis, Opera News, April 2006, Vol. 70, No. 10, pp. 82–83
- Birgit Nilsson interview by Bruce Duffie, 20 April 1988

## وصلات خارجية
- بيرجيت نيلسون على موقع IMDb (الإنجليزية)
- بيرجيت نيلسون على موقع الموسوعة البريطانية (الإنجليزية)
- بيرجيت نيلسون على موقع مونزينجر (الألمانية)
- بيرجيت نيلسون على موقع ميوزك برينز (الإنجليزية)
- بيرجيت نيلسون على موقع قاعدة بيانات الأفلام السويدية (السويدية)
- بيرجيت نيلسون على موقع إن إن دي بي (الإنجليزية)
- بيرجيت نيلسون على موقع أول ميوزيك (الإنجليزية)
- بيرجيت نيلسون على موقع ديسكوغز (الإنجليزية)
- بيرجيت نيلسون على موقع قاعدة بيانات الفيلم (الإنجليزية)

- The Birgit Nilsson official website
- Wagner Operas website
- Decca Classics website
- Metropolitan Opera Archives نسخة محفوظة 29 مارس 2007 على موقع واي باك مشين.
- The One Million Dollar Birgit Nilsson Prize
- The Birgit Nilsson Prize by the American-Scandinavian Foundation